# 黑丘龍科
黑丘龍科（Melanorosauridae）是蜥腳形亞目的一個科，生存於三疊紀晚期到侏儸紀早期。黑丘龍科最初是由古生物學家休尼（Friedrich von Huene）所建立。在2004年，彼得·加爾冬與彼得·阿普徹奇將黑丘龍、卡米洛特龍歸類於黑丘龍科。在2007年，亞當·耶茲指出黑丘龍科是種早期蜥腳下目恐龍。里奧哈龍科的里奧哈龍、優脛龍也曾被歸類於黑丘龍科。